# HMS Bounty
Pour les articles homonymes, voir Bounty.
Le Bounty (HMAV Bounty, His Majesty's Armed Vessel Bounty, ou encore HMS Bounty, His Majesty's Ship Bounty) était une unité de la Royal Navy britannique. Cette frégate est entrée dans l'histoire en raison de la mutinerie d'une partie de son équipage le 28 avril 1789.

## Caractéristiques générales
- Longueur : 27,70 m
- Largeur : 7,30 m
- Déplacement : 215 tonneaux
- Équipage : 46 hommes

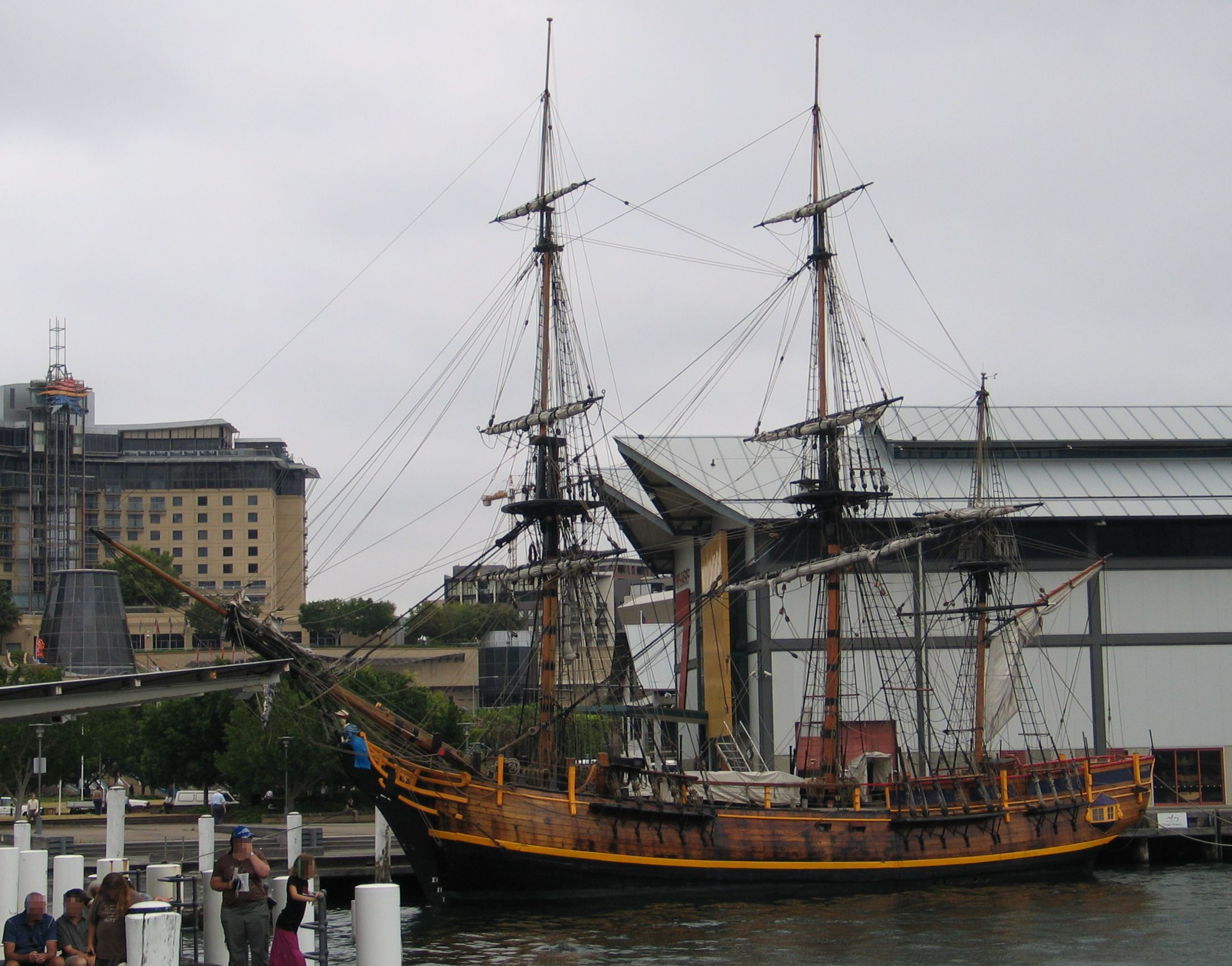
Réplique du Bounty au musée maritime national de Sydney en Australie

- Armement : quatre canons de quatre livres et dix pierriers d'une demi-livre

## Nom
Le féminin (« la » Bounty) est parfois utilisé en français, soit parce que c’est ´une’ frégate, soit parce que  Bounty signifie « Bonté », soit par simple copie de l'utilisation systématique du féminin en anglais pour les noms de navires.
Jules Verne entre autres a utilisé le féminin pour intituler son roman de 1879. L’Encyclopædia Universalis utilise également le féminin, de même que la traduction actuelle de la trilogie de Nordhoff et Hall relatant l'épopée de la Bounty.
Pourtant, les noms de bateaux étrangers sont généralement masculins en français : on dit par exemple le Queen Mary II et non la Queen Mary II, bien qu'il s'agisse de noms anglais et féminins. Les titres français des trois films (de 1935, 1962 et 1984) utilisent tous le masculin, et leur impact sur le public francophone peut expliquer que dans le langage courant l'utilisation du genre ait basculé, passant du féminin au masculin, alors que le langage universitaire ou spécialisé continue souvent à utiliser le féminin (par exemple, pour la traduction du journal de James Morrisson en 1966).

## Contexte historique

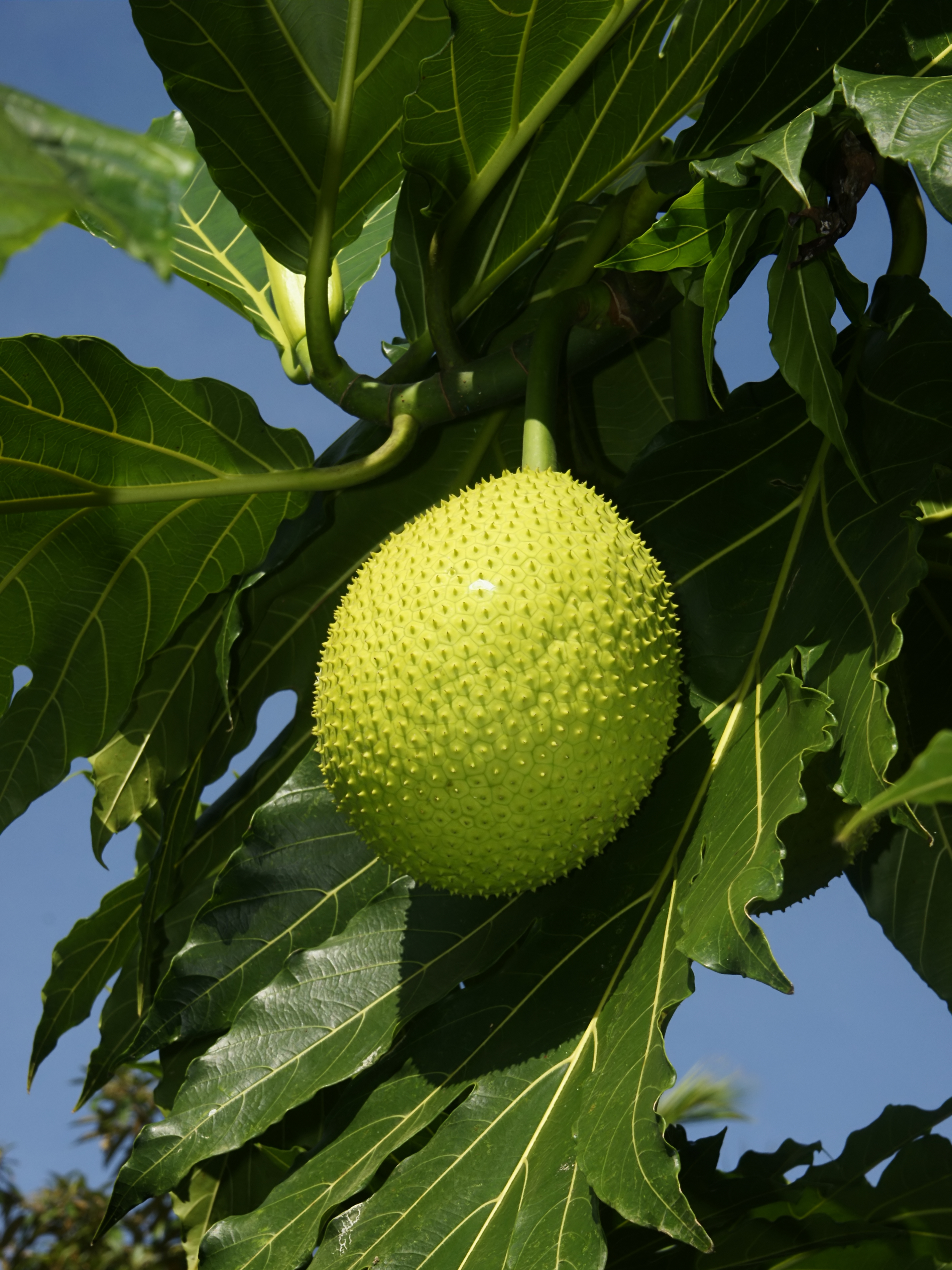
Le fruit de l'arbre à pain.

L'indépendance des treize colonies britanniques d'Amérique du Nord met fin au lucratif commerce triangulaire, dénoncé par les Britanniques à la fin de la guerre malgré la réprobation des États-Unis, mais aussi des planteurs des îles. Ceux-ci peinent à trouver de nouvelles sources d'approvisionnement pour nourrir leurs esclaves, le prix des denrées alimentaires devient excessif.
Le naturaliste Joseph Banks se souvient avoir observé, lors de son voyage avec le capitaine Cook sur l’Endeavour, les Tahitiens se nourrir de fruits de l'arbre à pain. Ces derniers, une fois cuits, présentent une chair blanchâtre semblable à de la mie de pain. Les problèmes d'approvisionnement des esclaves aux Antilles lui laissent entrevoir l'intérêt qu'il y aurait à introduire et acclimater l'arbre à pain.
La Royal Society en soumet le projet au roi George III, qui l'accueille avec enthousiasme. L'Amirauté rachète un navire et, sur les recommandations de Joseph Banks, nomme le lieutenant William Bligh, alors officier en demi-solde qui est passé à la marine marchande. Ce dernier doit cette recommandation à ses qualités d'excellent marin, et au fait qu'il a navigué avec Cook comme maître d'équipage sur le HMS Resolution et s'est lié d'amitié avec Joseph Banks.

## Historique

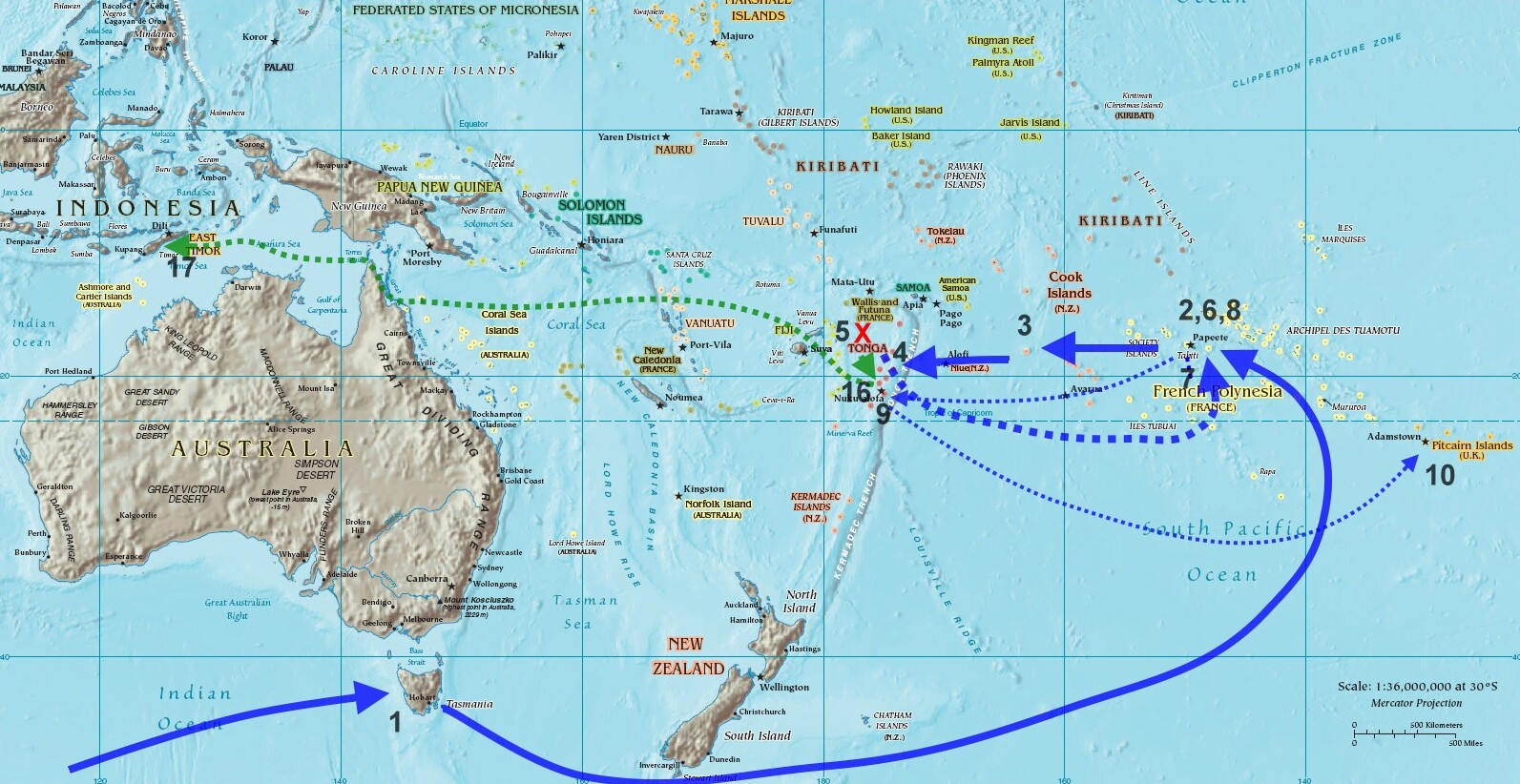
Trajet final du Bounty

Avant son achat par la Royal Navy, le 26 mai 1787, le Bounty était un navire charbonnier du nom de Bethia.
Le 16 août 1787, le lieutenant de vaisseau William Bligh prend le commandement du Bounty. Le navire appareille le 23 décembre 1787 ; le début de la traversée est marqué par une tempête qui oblige le navire à relâcher à Tenerife pour réparer et ravitailler. À cette occasion éclate le premier conflit entre le capitaine Bligh et son équipage : à la suite de la disparition de fromages, Bligh supprime la ration de fromage quotidienne. L'équipage s'indigne car il suspecte Bligh d'avoir détourné ces fromages à son profit. Au cours de la traversée de l'Atlantique Sud, les mesures d'hygiène prises par Bligh permettent de ne déplorer aucun malade. Il fait ainsi procéder à la fumigation et à l'aération des entreponts, ainsi qu'au séchage des affaires personnelles.
Afin d'économiser la nourriture, Bligh décide de remplacer les deux livres quotidiennes de pain par une livre de citrouilles achetées à Tenerife. La répugnance de l'équipage vis-à-vis des citrouilles avariées provoque un nouvel accès de colère de Bligh.
En avril, le Bounty se présente au cap Horn. Pendant un mois entier, au milieu de la tempête, le Bounty essaie de passer le Horn à contre-courant. Les pompes sont mises en action toutes les heures. Au bout de trente jours de vaines tentatives, Bligh renonce et décide de rallier Tahiti en passant par le cap de Bonne-Espérance.
Le 23 mai 1788, le Bounty rallie le cap de Bonne-Espérance où il relâche durant un mois pour procéder à des réparations, permettre à l'équipage de prendre un peu de repos et compléter le ravitaillement. Le 20 août le Bounty aborde les côtes de Tasmanie, à la pointe sud-est de l'Australie, pour se réapprovisionner. Un matelot décède des suites d'une infection.

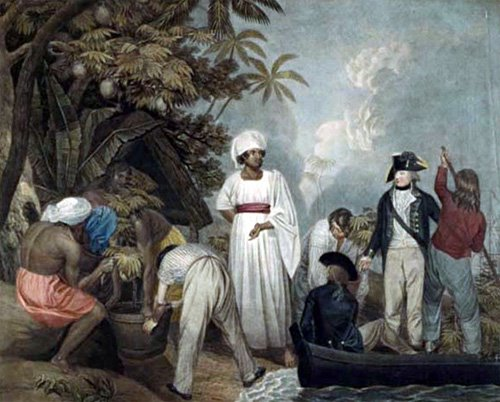
Bligh transplantant des arbres à pain

Le 26 octobre 1788, après dix mois de traversée, le Bounty touche la pointe Vénus (baie de Matavai) au nord de Tahiti après 27 000 mille marins (50 000 km). L'accueil des Tahitiens, qui se souviennent des passages de Cook et de celui du capitaine Bligh, est chaleureux. Mais rapidement les vols continuels des Tahitiens — des « chapardeurs nés » d'après James Cook, qui échangent en fait sans demander, considérant les biens matériels comme futiles — obligent l'équipage, méfiant, à surveiller le navire au mouillage. Néanmoins la douceur des insulaires, leur grande liberté de mœurs, la facilité du troc et la beauté de l'île contrastent fortement avec la rudesse des épreuves que l'équipage venait de traverser et le caractère inflexible et coléreux du capitaine Bligh. Bligh obtient de Tinah, le chef des Tahitiens, l'échange de plants d'arbres à pain contre des hachettes, limes, vrilles, scies et miroirs.
La traversée ayant été plus longue que prévu, le Bounty arrive à la mauvaise saison et Bligh est contraint de prolonger son séjour sur l'île : la récolte des arbres à pain va durer six mois. Ils seront conservés dans des pots et certains dans des paniers spéciaux, et placés dans l'entrepont du Bounty, spécialement aménagé pour le transport. Le chirurgien du bord, grand buveur, décède durant cette période.
Quelque temps plus tard, la décision de Bligh de s'approprier tous les porcs que l'équipage a ramenés à bord provoque de nouveaux incidents. Les rapports entre Bligh et son équipage se dégradent un peu plus. En janvier 1789, le capitaine d'armes et deux matelots désertent dans le canot du bord en emportant des armes, des munitions et des provisions. Pourchassés, ils se rendent le 22 janvier. Malgré leur repentir, le capitaine Bligh les condamne à 24 coups de fouet (le chat à neuf queues) pour le capitaine d'armes et 48 coups pour les matelots. Cette punition est très mal acceptée par l'équipage. Les officiers subissent également les réprimandes de Bligh.
L'accès de colère suivant de Bligh est déclenché lorsque l'on découvre que des voiles ont moisi dans la soute (inondée par les pluies car elle n'était pas étanche). Bligh accuse l'équipage de négligence pour l'entretien des voiles. Les hommes sont démoralisés par toutes ces injustices.

## La mutinerie

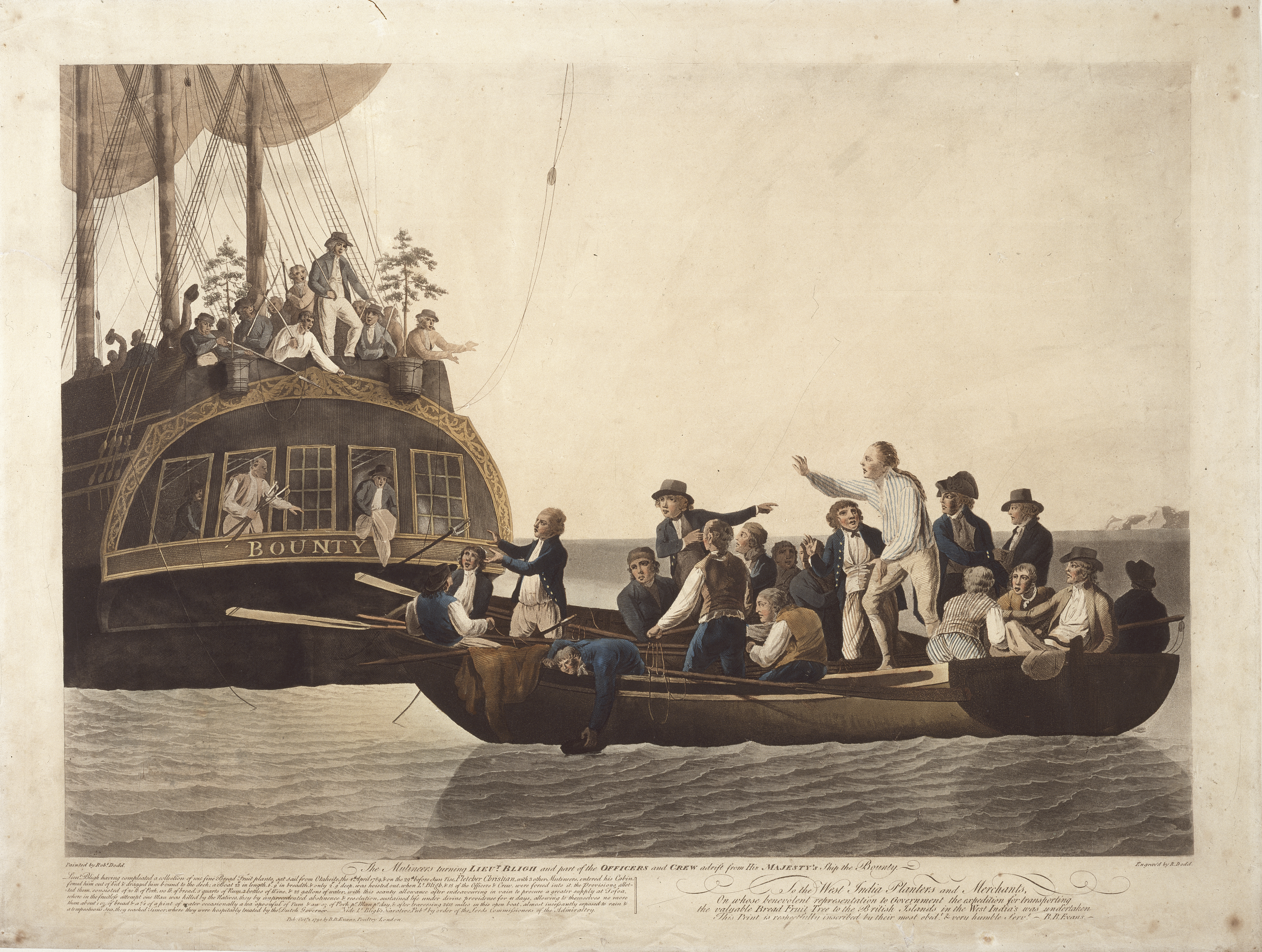
Mutinerie du Bounty.

Le Bounty quitte Tahiti le 5 avril 1789. Le 28 avril, Fletcher Christian déclenche la fameuse mutinerie. Onze des 42 membres d'équipage suivent la mutinerie et 31 restent fidèles au capitaine Bligh. 17 seulement embarquent avec lui à bord d'un canot conçu pour 18 hommes. Les autres doivent rester à bord pour aider à la manœuvre. Le capitaine Bligh réussit l'exploit d'emmener le canot de 7 mètres surpeuplé jusqu'à Timor, soit un voyage de 3 600 milles marins (6 700 km) en 41 jours  (avec quelques escales dans les îles du Pacifique).
Les mutins se dirigent vers l'île de Tubuai où ils essaient de s'installer. Trois mois après, ils retournent à Tahiti pour y déposer 16 membres d'équipage, dont l'officier Peter Heywood. Fletcher Christian, huit hommes d'équipage, six Tahitiens et douze femmes, dont une avec un bébé, s'embarquent à bord du Bounty en espérant échapper à la Royal Navy. Ils débarquent sur l'île Pitcairn, choisie parce qu'elle est mal répertoriée sur les cartes maritimes de l'époque, et brûlent le navire le 23 janvier 1790.  Cette date du 23 janvier est célébrée chaque année dans l'île Pitcairn. Les mutins de Pitcairn finissent par massacrer les Tahitiens mâles puis, l'un d'eux ayant fabriqué un alambic de fortune, ils se mettent à l'alcool et commencent à s'entretuer.
Le sort des mutins, recherchés par la Royal Navy, reste inconnu jusqu'à ce qu'un baleinier, le Topaz, s’arrête sur l'île pour prendre de l'eau en septembre 1808. Un seul mutin, John Adams, est encore en vie. Il vit avec dix femmes et leurs enfants.
Les mutins restés à Tahiti offrent quant à eux leurs services comme mercenaires et fournissent des armes au clan du chef Tu, participant ainsi à la création de la dynastie Pomare. Ils sont capturés en 1791 par une frégate britannique venue les chercher, le Pandora. Enfermés et enchaînés, certains périssent dans le naufrage de la frégate après son appareillage vers la Grande-Bretagne. Les survivants du naufrage doivent encore survivre au retour qui se fait dans des conditions déplorables.
Le procès en Grande-Bretagne est retentissant. Bligh, rentré le premier, a déjà publié sa version des faits. Bien que sa sévérité soit connue dans la Navy et jugée tyrannique, l'opinion publique lui était largement favorable. Les témoignages s'accumulent, plus ou moins confus en ce qui concerne le rôle précis de chacun lors de la mutinerie. Certains n'échappent à la potence que grâce à la clémence du roi.

## Découverte de l'épave duBounty
Luis Marden découvre l'épave du Bounty au large de l'île Pitcairn en janvier 1957. Quelques parties du navire ont ensuite été extraites, dont une des ancres.

## Répliques

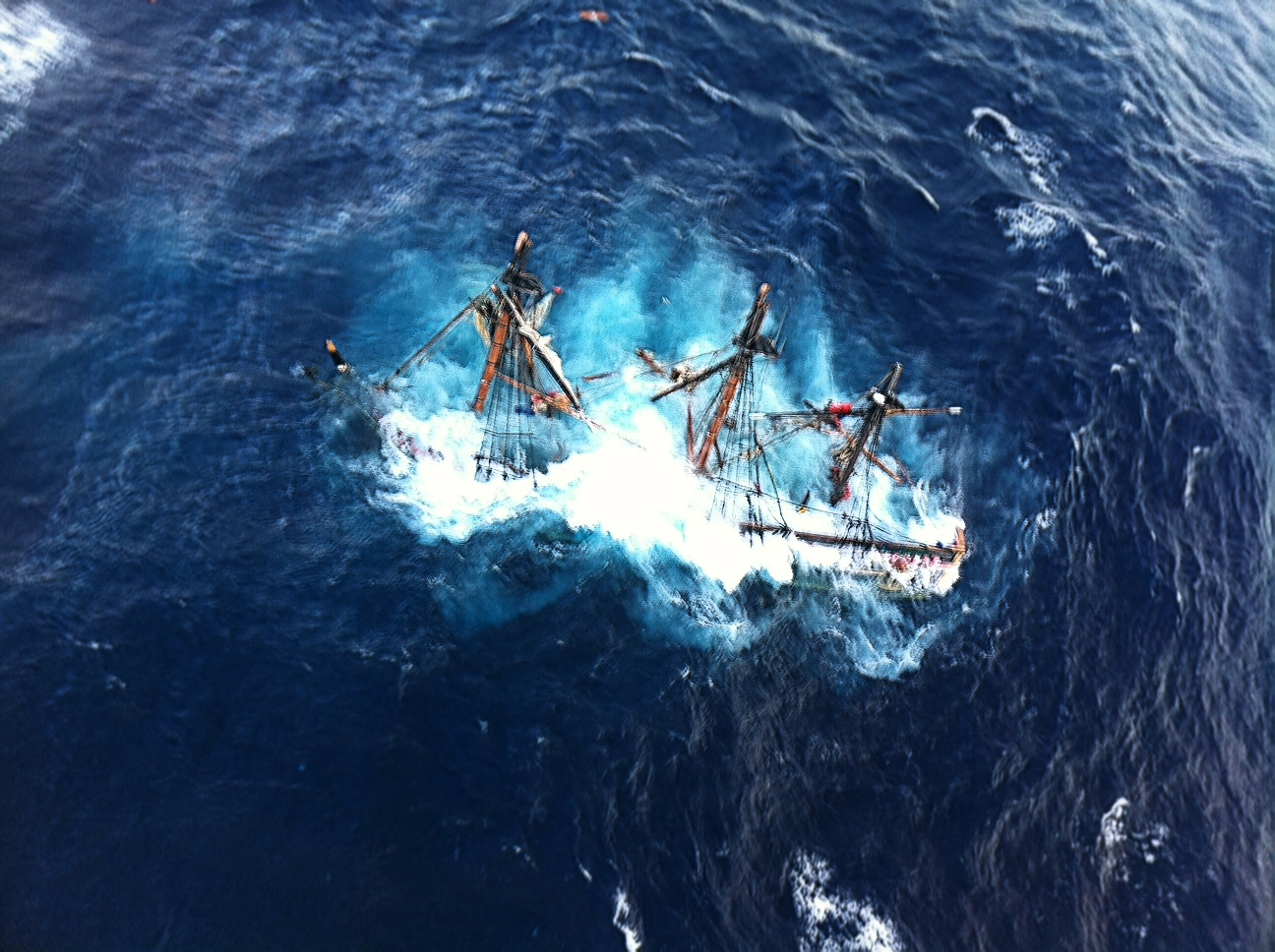
Naufrage de la réplique de 1960, le 29 octobre 2012

Deux répliques du Bounty ont été construites pour les besoins du cinéma.
La première réplique du Bounty a été lancée en 1960 en Nouvelle-Écosse (au Canada) pour le tournage du film Les Révoltés du « Bounty » de Lewis Milestone avec Marlon Brando et Trevor Howard. Depuis, le navire a fait des apparitions dans plusieurs autres films, dont Pirates des Caraïbes : Le Secret du coffre maudit avec Johnny Depp, et des séries télévisées ou documentaires historiques.
Cette réplique coule le 29 octobre 2012 au large de la Caroline du Nord (Sud-Est des États-Unis) en raison de la forte mer soulevée par l'ouragan Sandy. Le naufrage fait un mort et un disparu.
Une seconde réplique, construite en 1978 en Nouvelle-Zélande pour le film Le « Bounty » de Roger Donaldson avec Mel Gibson et Anthony Hopkins, est depuis 2007 utilisée à des fins de loisirs à Discovery Bay à Hong Kong.

## Œuvres

### Livres
Le drame du Bounty a inspiré de nombreux auteurs :
- Lord Byron : L'Île, ou Christian et ses compagnons
- Jules Verne : Les Révoltés de la « Bounty »
- Charles Nordhoff et James Norman Hall : Les Révoltés de la « Bounty », vraisemblablement l'œuvre la plus fidèle à la réalité ; premier épisode de la « Trilogie de la Bounty », poursuivie avec Dix-neuf hommes contre la mer et Pitcairn
- Robert Merle : L'Île, roman dont l'auteur admet qu'il ne se base que sur les grandes lignes de l'Histoire pour construire son récit
- Éric Deschamps, La Cuisine des révoltés du « Bounty ». Dans le sillage des mutins, de Tahiti à Pitcairn, coll. Là-bas, L'Harmattan, 2007  (ISBN 978-2-296-04293-3)
- Yves Kirchner, L'Histoire vraie des mutins de la « Bounty », coll. Découvertes, Gallimard, 1988  (ISBN 2-07-053064-7)
- William Bligh, Relation de l'enlèvement du navire le Bounty appartenant au roi d'Angleterre et commandé par le lieutenant Guillaume Bligh ; avec le voyage subséquent de cet officier et d'une partie de son équipage dans la chaloupe ; depuis les îles des Amis dans la mer du Sud, jusqu'à Timor, établissement hollandais aux îles Moluques ; trad. : Daniel Lescallier (1790) ; éd. orig. : Paris, Firmin Didot, 1790 ; rééd. : La Découvrance[11], coll. L'amateur averti  (ISBN 2-84265-157-X)
- Eugenio Corti, L'Île Paradis (L'isola del paradiso) ; éd. française, Lausanne, L'Âge d'Homme, 2012.
- Stéphane Blanco et Marc CurtoTuron, Pitcairn, ou les quatre femmes d'Adams, bande-dessinée. Editions La Boîte à Bulles, mars 2022.  (ISBN 978-2-84953-391-8)

### Films
- 1933 : In the Wake of the Bounty de Charles Chauvel avec Errol Flynn et Mayne Lynton
- 1935 : Les Révoltés du Bounty de Frank Lloyd avec Clark Gable et Charles Laughton
- 1962 : Les Révoltés du Bounty de Lewis Milestone avec Marlon Brando et Trevor Howard
- 1984 : Le Bounty de Roger Donaldson avec Mel Gibson et Anthony Hopkins

Parodie
- Série télévisée d'animation Les Simpson : saison 17, deuxième partie de l'épisode 18, Histoires d'eau.

### Plans et maquettes
- Sur le site Quinze Marins
- La frégate HMS Bounty
- La maquette du HMS Bounty par Artesania Latina